# Collocalia sumbawae
Espèce
Collocalia sumbawae est une espèce d'oiseaux de la famille des Apodidae.

## Répartition
Cette espèce est endémique des Petites îles de la Sonde en Indonésie. Elle se rencontre à Sumbawa, à Florès et à Sumba.

## Liste des sous-espèces
Selon la classification de référence du Congrès ornithologique international (version 7.3, 2017) :
- Collocalia sumbawae sumbawae (Stresemann, 1925)
- Collocalia sumbawae sumbae (Schodde, Rheindt & Christidis, 2017)

## Systématique et taxinomie
Cette espèce jusqu'en 2017 était considérée comme une sous-espèce de Collocalia esculenta.